# Sistema límbico

El sistema límbico (rojo).

El término sistema límbico designa a una serie de estructuras cerebrales implicadas en la integración de los procesos emocionales y motivacionales con la conducta, influyendo en comportamientos relacionados con la preservación del individuo, como la ingesta, la huida, la lucha o la reproducción. El concepto originario fue propuesto por Broca en 1937, y ha experimentado sucesivas ampliaciones. En la actualidad no se considera un sistema unitario, y no hay acuerdo común sobre sus componentes.
Se trata de un sistema filogenéticamente antiguo formado por varias estructuras cerebrales complejas (allocorteza) que se ubican alrededor del tálamo y por debajo de la corteza cerebral. Es el principal responsable de la vida afectiva. En la actualidad se sabe que el sistema límbico está involucrado, junto con otras estructuras más allá de sus límites, en la formación de la memoria, el control de las emociones, las motivaciones, diversos aspectos de la conducta, la iniciativa, la supervivencia del individuo y el aprendizaje. Desde el punto de vista funcional, integra estructuras como la circunvolución cingular, la cisura longitudinal, el septo, el cuerpo mamilar del hipotálamo, el fórnix, el hipotálamo, la amígdala cerebral y el hipocampo. Es un conjunto de zonas cerebrales cuya utilidad principal es la gestión y la regulación de las emociones.
El sistema límbico interacciona muy velozmente (y al parecer sin que necesite mediar estructuras cerebrales superiores) con el sistema endocrino y el sistema nervioso periférico.

## Etimología
La palabra límbico tiene raíz etimológica en el latín limbus y significa «borde», «límite».

## Historia
El término límbico, para referirse a una zona del cerebro, fue acuñado en 1878 por el médico francés Paul Broca, él habló de le grand lobulo limbique (‘el gran lóbulo límbico’) para referirse a la zona ubicada hacia el borde inferior de la glándula pineal (limbus en latín significa precisamente borde). La descripción inicial que realizó Broca del «gran lóbulo límbico» era la que está formada por tres estructuras en forma de raqueta; el «corozo» de tal «raqueta» correspondería al nervio y especialmente al bulbo olfatorio; la parte superior correspondería al gyrus cinguli o giro cingulado (cingulus en latín significa ‘cinturón’) y la parte inferior a la circunvolución del hipocampo; para más acotación, el uso de la palabra «límbico» por parte de Broca correspondía entonces a la parte inferior de la corteza cerebral.
Henry Turner en 1890 denominó rhinencephalon (rinoencéfalo, encéfalo nasal) a la mayor parte de las áreas límbicas por la importancia que en éstas parecía cobrar el bulbo olfativo y las respuestas a los estímulos olfativos (evolutivamente más antiguas que las áreas correspondientes a estímulos visuales y auditivos). Christofredo Jakob habló por primera vez de «cerebro visceral» en el Trabajo presentado a la Sección Psicológica del Congreso Científico Internacional Americano de 1910, Basándose en los descubrimientos filo-ontogénicos de Jakob, James Papez elabora en 1937 el circuito que lleva su nombre. Paul MacLean (1949) amplió estas ideas para incluir más estructuras de una forma más difusa; en 1952 surge la denominación «cerebro límbico» y sistema límbico (así como paralelamente las de cerebro reptiliano o cerebro reptílico que MacLean hipotetiza como precedente del límbico, e incluso «cerebro paleomamífero»). El concepto de sistema límbico ha sido ampliado por Goldar, Heimer, Nauta, Yakovlev y otros.
Sin embargo, se mantiene una fuerte controversia sobre la definición de lo límbico ya que, si inicialmente cuando se acuñó la palabra, se postuló que el área límbica era solo el centro instintivo y emocional del cerebro, quedando las actividades cognitivas, intelectuales y racionales como una actividad típica del neocórtex, pronto se descubrió que tal diferenciación tan taxativa era más difusa: por ejemplo, una lesión en el hipocampo conlleva a graves deficiencias cognitivas.
Las áreas de borde cortical que corresponden al sistema límbico, generalmente tienen menos capas neuronales que las típicas seis capas de la mayor parte del neocórtex y son clasificadas como alocórtex y arqueocórtex al ser filogenéticamente más primitivas.
En diversas escuelas de Psicología, durante el siglo XX se ha considerado que el sistema límbico correspondía a la localización del llamado subconsciente, mientras que las áreas filogenéticamente más modernas del córtex o corteza cerebral eran las correspondientes a la consciencia. Aunque tal pretensión de localización es parcialmente cierta, más cierto es que las actividades del pensar humano casi siempre o quizás siempre, impliquen la actividad de todo el sistema nervioso central. Aunque, ciertamente, el procesado más elaborado (intelectual-cognitivo-reflexivo) solamente se puede llevar a cabo en las áreas corticales más modernas ubicadas en la zona cortical frontal prefrontal, mientras que las emociones o instintos (casi siempre transformados, principalmente a través de las áreas neocorticales, en pulsiones en el ser humano) tienen un «relé» o área principal de procesamiento en el sistema límbico.

## Evolución, filogenia
El sistema límbico es una de las partes más antiguas del cerebro en términos filogenéticos y evolutivos pues sus primordios ya se encuentran en los peces, el «cerebro límbico» sería precedido evolutivamente por el puente de Varolio y tallo cerebral (un antecedente aún más primitivo en filogenia es el bulbo raquídeo). En tal caso el sistema o «cerebro límbico» es prácticamente la mayor parte del cerebro de los tetrápodos primitivos: anfibios y reptiles.

## Esbozo desde la perspectiva fisiológica
El sistema límbico está formado por una serie de estructuras complejas, que se ubican alrededor del tálamo y debajo de la corteza cerebral. Es el responsable principal de la vida afectiva, y es partícipe en la formación de memoria, en las que participan el hipotálamo, el hipocampo, la amígdala y cuatro áreas relacionadas.
Las funciones principales del sistema límbico son la motivación por la preservación del organismo y la especie, la integración de la información genética y ambiental a través del aprendizaje, y la tarea de integrar nuestro medio interno con el externo antes de realizar una conducta.

## Sectores
1. Lóbulo límbico: circunvolución del cuerpo calloso, la circunvolución subcallosa y el giro parahipocampal.[8][9]
2. Formaciones hipocámpicas: hipocampo dorsal (corresponde al indusium griseum) e hipocampo ventral (formado por la asta de Amón, cuerpo franjeado, giro dentado y el subículo).
3. Complejo amigdalino: corteza periamigdalina, núcleo amigdalino y estría terminal.
4. Área septal: se halla frente al tálamo, al parecer posee unas neuronas que son centros del orgasmo, una para los hombres, cuatro para las mujeres.
5. Formaciones olfatorias: bulbo, pedúnculo olfatorio, estría olfatoria y lóbulo piriforme.
6. Núcleo dorso mediano y núcleo anterior del tálamo óptico.
7. Corteza orbitofrontal (COF): es una región del lóbulo frontal del cerebro relacionada con el procesamiento cognitivo de la toma de decisiones.
8. Núcleo accumbens:

### Hipotálamo
El hipotálamo se ubica justo debajo del tálamo, dentro de los dos tractos ópticos, y justo encima, e íntimamente relacionado con la glándula pituitaria. Es una de las partes más ocupadas del cerebro y está relacionada principalmente con la homeostasis. Regula, y tiene el control último, de las funciones del sistema nervioso simpático y sistema nervioso parasimpático, recibe información desde varias fuentes:
- Nervio Vago: información sobre la presión sanguínea y la distensión intestinal (esto es, cuan lleno esta el estómago).
- Nervio óptico: información sobre luz y oscuridad.
- Desde la formación reticular en el tronco cerebral, información sobre la temperatura de la piel.
- Desde neuronas poco usuales que forman los ventrículos, información sobre el fluido cerebroespinal incluyendo las toxinas que inducen al vómito.
- Desde otras partes del sistema límbico y el nervio olfatorio, información que ayuda en la regulación del hambre y la sexualidad, además de sensores propios que entregan información acerca del balance iónico y la temperatura de la sangre.

Envía órdenes al organismo de dos formas:
- Por el sistema nervioso autónomo, lo que le confiere el control último de sus funciones.
- Por la glándula pituitaria, con la que está conectado química y biológicamente.

### Hipocampo
El hipocampo, consiste en dos «cuernos» que describen una curva que va desde el área del hipotálamo hasta la amígdala, está relacionado con la transformación de lo que se encuentra en tu mente ahora (memoria a corto plazo), en lo que recordarás por un largo período de tiempo (memoria a largo plazo).
También es aquel en donde se encuentra la memoria a corto, largo plazo y el aprendizaje.
La información está recogida por el fórnix que la lleva a los cuerpos mamilares. Desde aquí va al núcleo anterior del tálamo que envía la información hasta la corteza cerebral.
Está formado por varias estructuras cerebrales que se activan ante estímulos emocionales.
En la clínica, la enfermedad más importante que tiene que ver con el hipocampo desde el punto de vista de la epilepsia del lóbulo temporal o epilepsia límbica.

### Amígdala cerebral
La amígdala cerebral es una masa con forma y tamaño de dos almendras que está situada a ambos lados del tálamo, en el extremo inferior del hipocampo. Cuando es estimulada eléctricamente, los animales responden con agresión, y cuando es extirpada, los mismos se vuelven dóciles y no vuelven a responder a estímulos que les habrían causado rabia; también se vuelven indiferentes a estímulos que les habrían causado miedo o respuestas de tipo sexual.
La amígdala sigue en el cerebro esta vía: amígdala → hipotálamo → materia gris periacueductal, que hace que se produzcan manifestaciones autonómicas como el cambios en la actitud motora. Esta es la responsable de que por ejemplo, cuando alguien nos atrae emocionalmente se nos dilaten las pupilas o que, por ejemplo, nos pongamos colorados cuando nos toca hacer una exposición.
Lo que conecta la amígdala con el hipotálamo es la estría terminalis, que es la responsable de que el hipotálamo se conecte con el tronco del encéfalo y produzca esas manifestaciones autonómicas.

### Zonas relacionadas
Circunvolución del cíngulo: es la parte de la corteza cerebral que está cerca del sistema límbico, proporciona una vía desde el tálamo hasta el hipocampo, y está asociado con las memorias a olores y dolor.
Área septal: se halla frente al tálamo, al parecer posee unas neuronas que son centros del orgasmo, una para los hombres, cuatro para las mujeres.
Área tegmental ventral (A.T.V. o V.T.A. en inglés): está en el tronco cerebral, consiste en vías de dopamina (dopaminérgicas), que parecen ser centros del placer (felicidad).
Corteza prefrontal: es la parte del Lóbulo frontal que se encuentra frente al área motora, además de relacionarse con pensar en el futuro, hacer planes, y realizar acciones, está también vinculada a las mismas vías de dopamina que el área tegmentaria ventral, aunque se encuentra fuera del sistema límbico al ser un área evolutivamente reciente.